# Metello Bichi
Metello Bichi (* 1541 in Siena; † 14. Juni 1619 in Rom) war ein italienischer Kardinal und römisch-katholischer Erzbischof.

## Leben

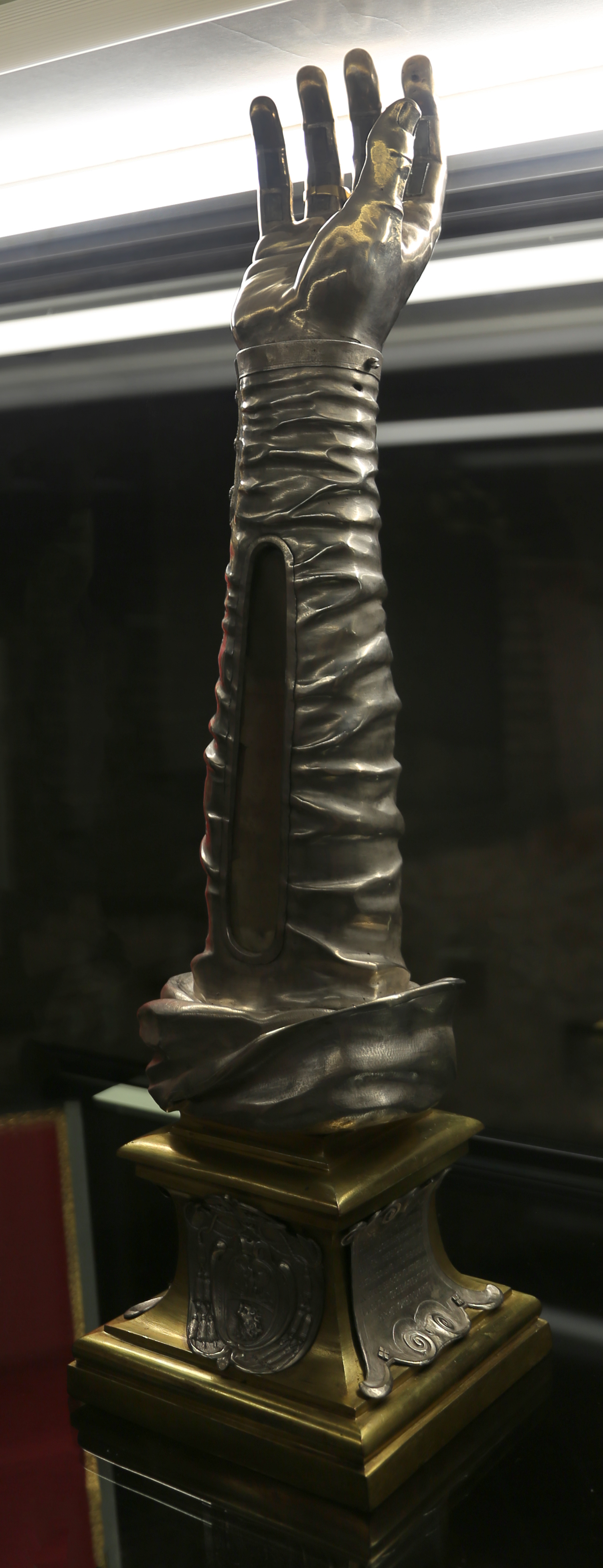
Armreliquiar des hl. Gregor VII. mit Wappen von Kardinal Metello Bichi (Dom Santi Pietro e Paolo von Pitigliano)

Er stammte aus einer adeligen Familie und war der Sohn von Alessandro Bichi und von Porzia Ghini Bandinelli. Sein Studium schloss er als Doktor der Rechte „in utroque iure“ ab. Zwischen 1580 und 1582 war er Lehrer in Siena. Danach ging er nach Rom, wo er von Orazio Borghese, dem Auditor der Apostolischen Kammer, empfangen wurde. Camillo Borghese, der zukünftige Papst Paul V., empfahl ihn für das Bischofsamt.
Am 15. Januar 1596 wurde er zum Bischof von Sovana gewählt. Am 18. Februar desselben Jahres wurde er vom zukünftigen Papst Leo XI., damals Kardinal Alessandro de Medici, zum Bischof geweiht. Er übernahm kleinere Ämter in der römischen Kurie, gab jedoch seine Diözese vor dem 12. Juni 1606 auf, um sich in Rom niederzulassen, wo Paul V. regierte. Er wurde Kommendatarabt einiger Abteien so seit 1611 von Santa Maria de Crespino und seit 1612 von San Fortunato.
Im Konsistorium vom 17. August 1611 wurde er von Papst Paul V. zum Kardinal erhoben und erhielt am 12. September die Titelkirche Sant’Alessio zugesprochen.
Am 17. Dezember 1612 wurde er zum Erzbischof von Siena ernannt. Dieses Amt legte er vor dem 23. März 1615 nieder.
Kardinal Bichi starb in Rom und wurde in seiner Titelkirche begraben.